# 미트선
미트선(스웨덴어: Mittbanan)은 스웨덴의 순스발과 스톨리엔을 잇는 철도 노선이며, 노르웨이의 메로케르 선과 직결되어 트론헤임으로 이어진다. 노라 스탐바난과 병행하는 옹에-브레케 간 30km 복선을 제외한 나머지 구간은 전선 단선이다. 노르웨이-스웨덴 국경은 스톨리엔 역 3km 서쪽에 있으며, 전철화 구간은 스웨덴 국경에서 끝난다. 브룬플로-외스테르순드 V 구간은 인란스 선과 병행 구간이다.

## 역사
1878년에 개통된 사설 협궤 철도인 순스발-토르프스하마르 철도에서 시작한다. 1879년 국유 철도 노선으로 토르프스하마르-외스테르순드 간이 개통되었다. 이 구간의 별명은 노를란드의 트베르 선(Norrländska tvärbanan)이다. 1881년 노라 스탐바난의 옹에와 연결되었고, 당시 스웨덴 남부로 갈 수 있는 유일한 노선이었다. 트론헤임에서 연결되는 노선도 착공하여, 스웨덴 국경까지는 스웨덴, 노르웨이 국경 내에서는 노르웨이에서 건설하였다. 1882년 트론헤임-외스테르순드 구간이 개통되었다.
1885년 순스발-토르프스하마르 철도가 국유화되었고, 1886년 표준궤로 개궤되었고, 별칭 노를란드의 트베르 선은 순스발-스토르리엔 전 구간을 가리키게 되었다. 이 단어는 노를란드의 동서를 연결하는 노선("på tvären")이라는 뜻도 가지고 있다. 1990년 반베르케트에서 노선 명칭을 개정하면서 현재의 이름으로 개칭되었다.

## 영업

### 여객 수송
순스발-외스테르순드 베스트라 구간 미트나보토게트(Mittnabotåget) 열차는 베올리아에서 운영하며, 레지나 차량을 사용한다. SJ에서는 X 2000 및 인터시티 열차로 스톡홀름-외스테르순드, 야간 열차로 스톡홀름, 예테보리, 말뫼-스토르리엔을 운행한다. 모든 SJ 열차는 순스발을 경유한다. 2007년 겨울부터는 베올리아도 같은 구간에서 열차를 운영하기 시작하였다.
브룬플로-외스테르순드 간은 모라 역에서 출발하는 인란스 선의 열차가 운행하며, 여름에만 운행한다. 트론헤임-외스테르순드 간 미트나보토게트 열차는 BM92 디젤 동차로 운행한다. 겨울철에는 오레의 스키 리조트를 위한 임시 열차가 자주 운행한다.

### 화물 수송
예블레-옹에, 브레케-보덴을 잇는 간선 화물 노선의 지선 역할을 담당한다.

## 사진

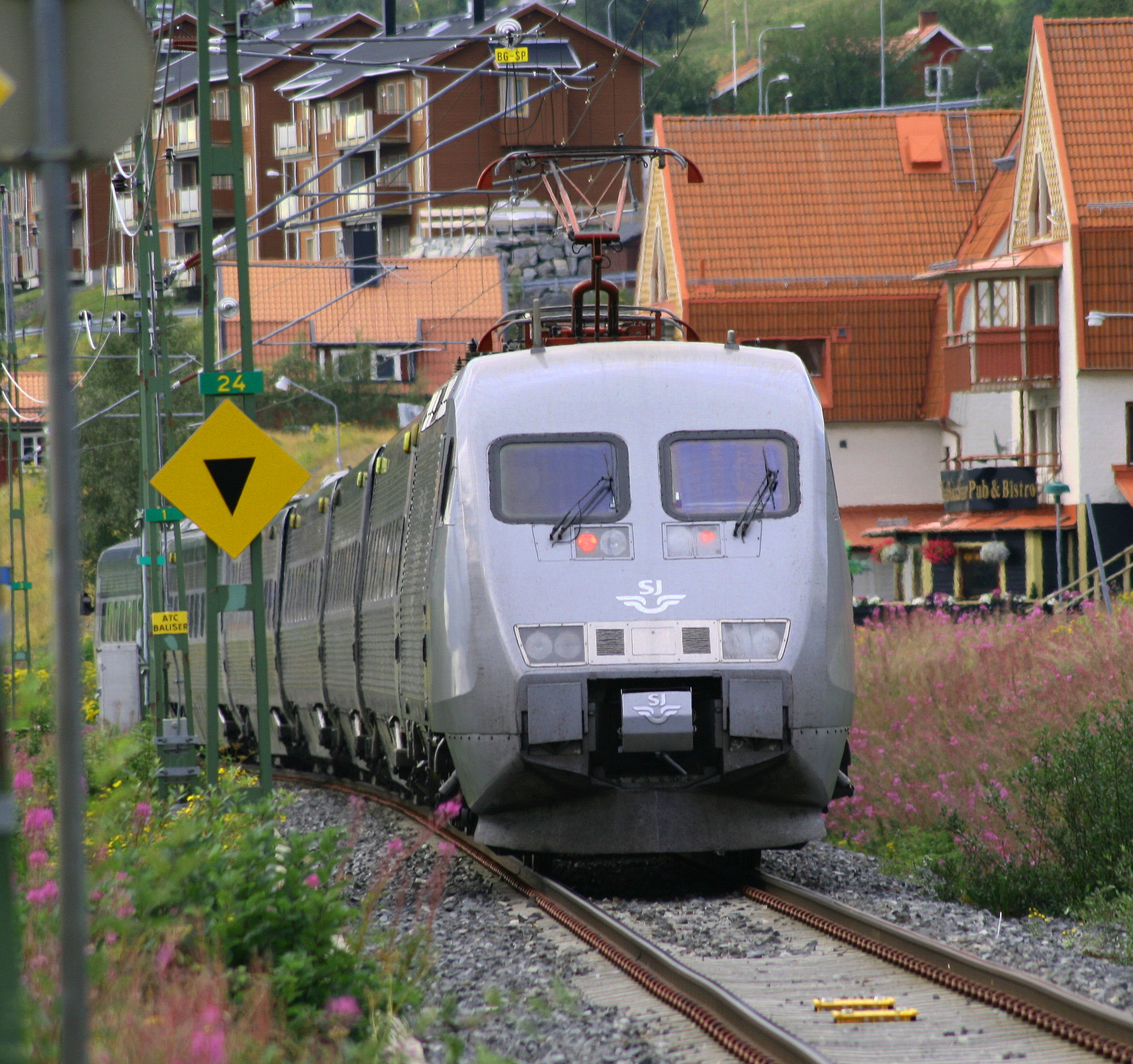
오레/두베드로 가는 X 2000 열차
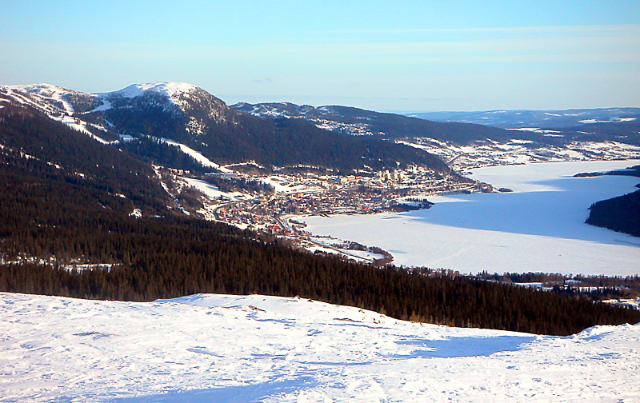
오레
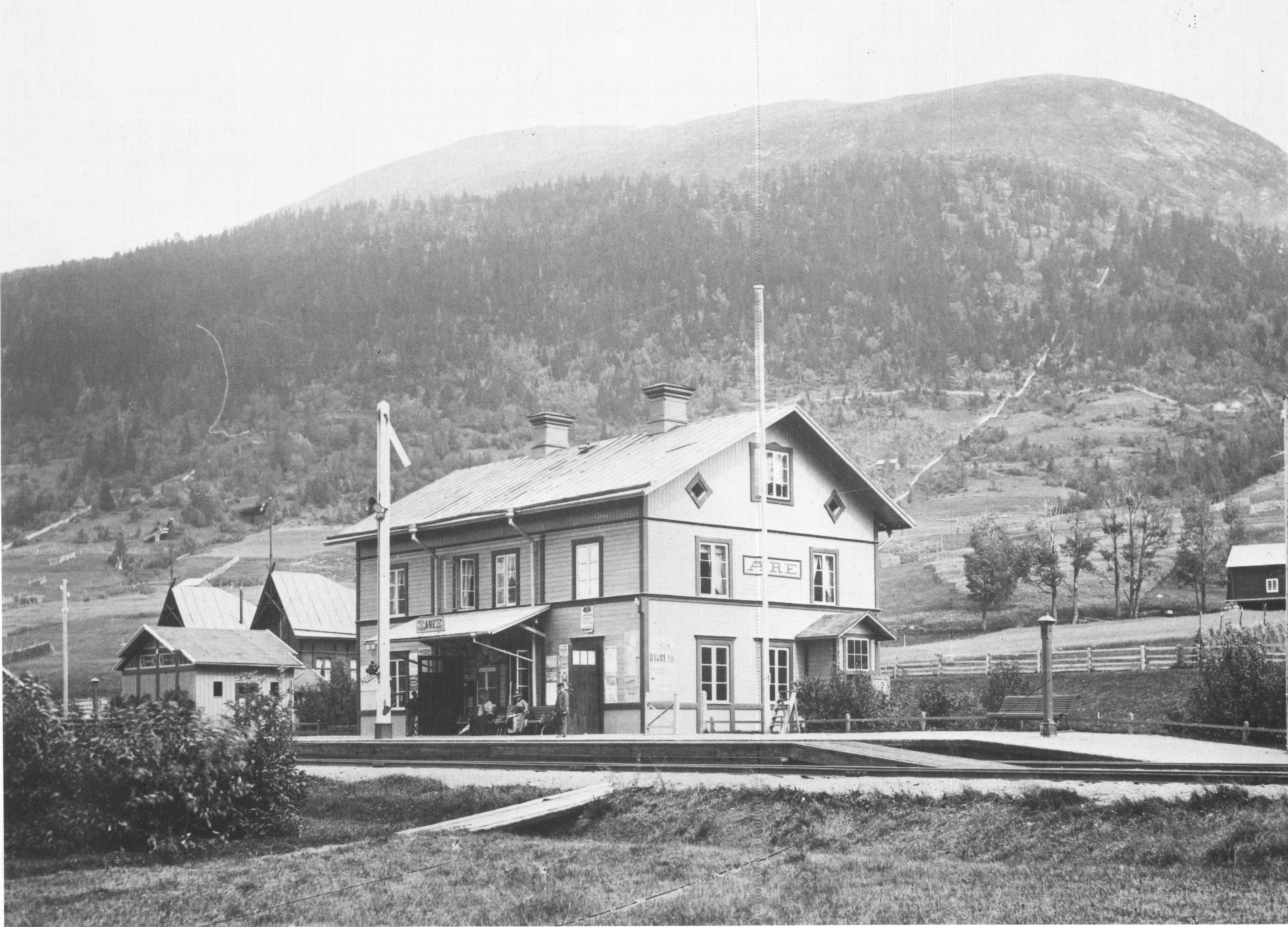
1890년 오레
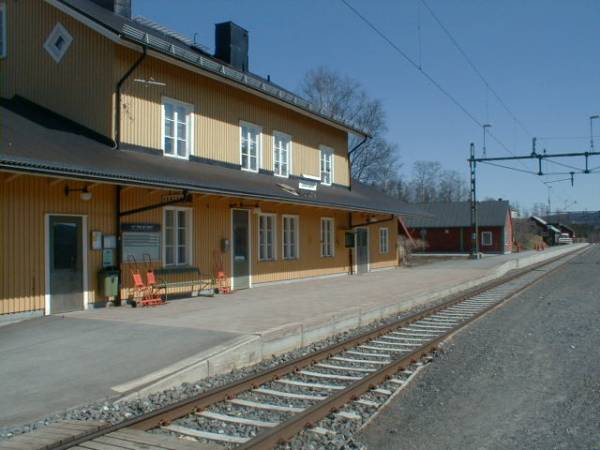
운데르소케르
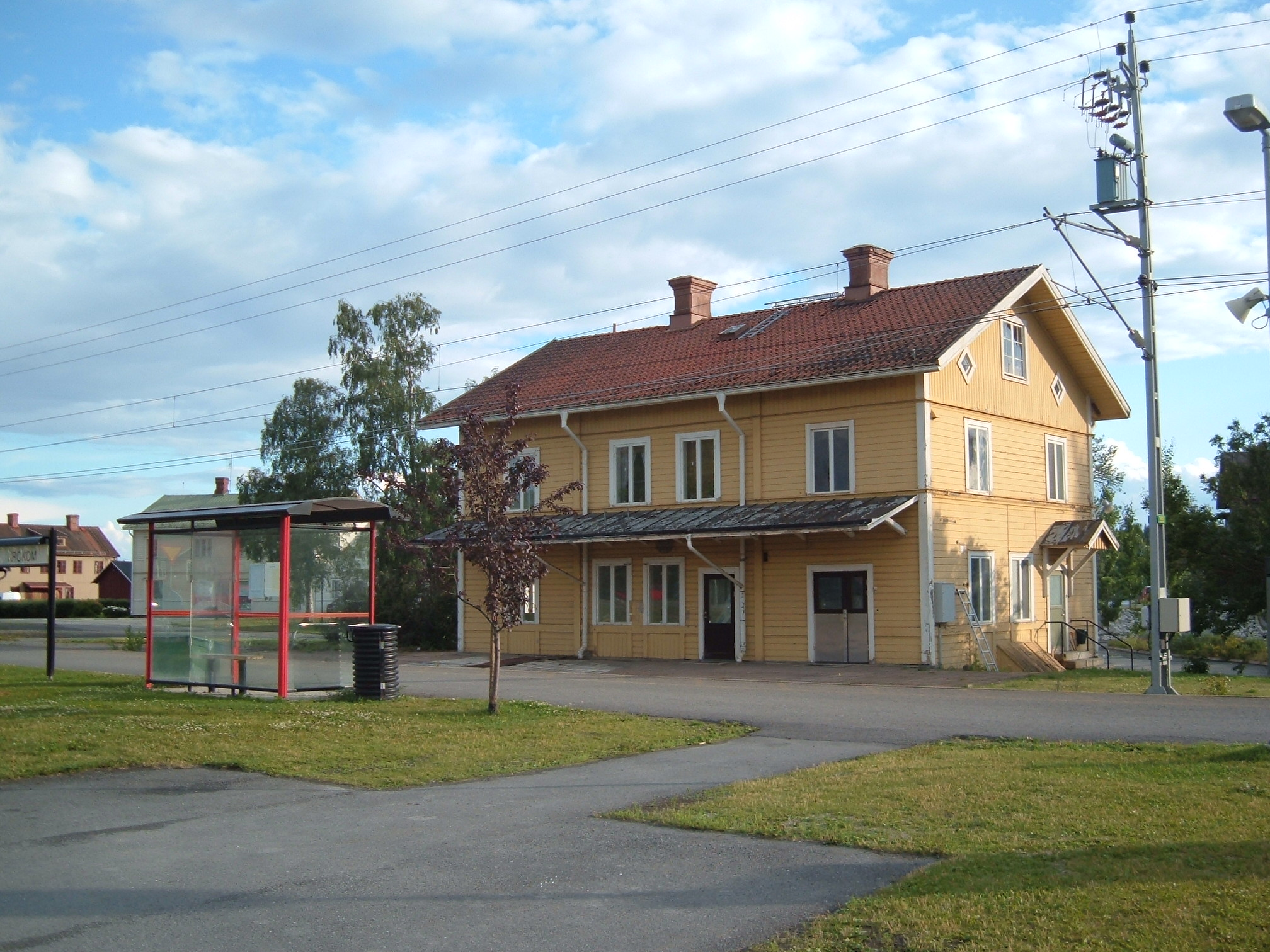
크로콤
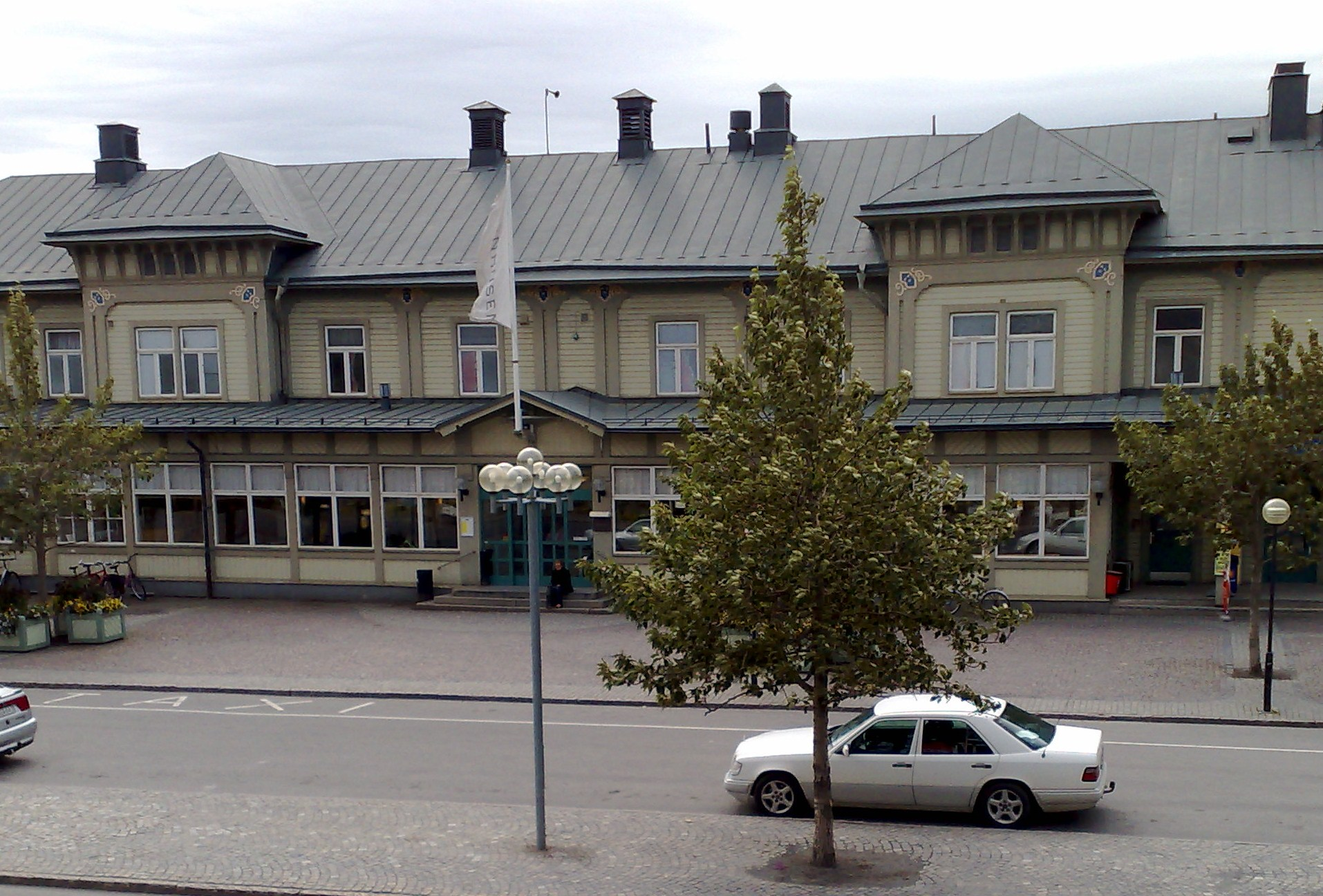
외스테르순드
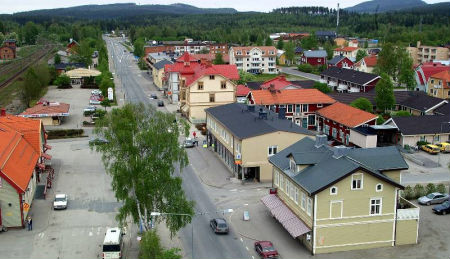
브레케